# Acústico MTV: Os Paralamas do Sucesso
Acústico MTV: Os Paralamas do Sucesso é o terceiro álbum ao vivo dos Paralamas do Sucesso, lançado em 1999. Foi gravado nos dias 5 e 6 de junho de 1999 no Parque Lage, no Rio de Janeiro.
O álbum diferencia-se de outros projetos da série pelo fato de, a maior parte de seu repertório contar com canções menos conhecidas do público, como "O Trem da Juventude", "Vai Valer", "Brasília 5:31", "Navegar Impreciso" e "Nebulosa do Amor". Porém, o disco ainda inclui grandes sucessos, como "Meu Erro", "Uns Dias", "Selvagem" e "Caleidoscópio".
O álbum também conta com regravações de "Manguetown", de Chico Science e Nação Zumbi; "I Feel Good" de James Brown; "Sossego", de Tim Maia; e "Que País é Esse?", da banda Legião Urbana, esta última posteriormente incluída no repertório de shows da banda.
O álbum conta com a canção inédita "Sincero Breu", parceria de Pedro Luís e dos integrantes de seu grupo, Pedro Luís e a Parede, com Herbert Vianna. A banda também gravou pela primeira vez a canção "Um Amor, Um Lugar", de autoria de Herbert, porém, gravada anteriormente por Fernanda Abreu.
Traz participações especiais de Zizi Possi em "Meu Erro", com um arranjo inspirado na bossa nova; e Dado Villa-Lobos, ex-Legião Urbana, em todas as canções.
Foi o último álbum gravado pela banda antes do acidente de ultraleve que paralisou o vocalista e guitarrista Herbert Vianna em 2001.
O álbum vendeu mais de 500 mil cópias e foi vencedor do Grammy Latino de Melhor Álbum de Rock Brasileiro. Em 2020, a revista Rolling Stone Brasil o elegeu como um dos 11 melhores Acústicos MTV brasileiros de todos os tempos.

## Faixas
| N.º            | Título                        | Compositor(es)                                           | Duração |  |
| 1.             | "Vulcão Dub / Fui Eu"         | Herbert Vianna                                           | 4:46    |  |
| 2.             | "O Trem da Juventude"         | Herbert Vianna                                           | 3:45    |  |
| 3.             | "Manguetown"                  | Lúcio Maia / Chico Science                               | 2:42    |  |
| 4.             | "Um Amor, Um Lugar"           | Herbert Vianna                                           | 3:04    |  |
| 5.             | "Bora-Bora"                   | Herbert Vianna                                           | 3:02    |  |
| 6.             | "Vai Valer"                   | Herbert Vianna                                           | 3:26    |  |
| 7.             | "I Feel Good / Sossego"       | James Brown / Tim Maia                                   | 4:04    |  |
| 8.             | "Uns Dias"                    | Herbert Vianna                                           | 4:00    |  |
| 9.             | "Sincero Breu"                | Celso Alvim, Sidon Silva, Herbert Vianna                 | 3:27    |  |
| 10.            | "Meu Erro" (ft. Zizi Possi)   | Herbert Vianna                                           | 3:08    |  |
| 11.            | "Selvagem"                    | Bi Ribeiro, Herbert Vianna                               | 2:28    |  |
| 12.            | "Brasília 5:31"               | Herbert Vianna                                           | 2:58    |  |
| 13.            | "Tendo a Lua"                 | Herbert Vianna                                           | 3:18    |  |
| 14.            | "Que País é Esse?"            | Renato Russo                                             | 3:36    |  |
| 15.            | "Navegar Impreciso"           | Herbert Vianna                                           | 4:22    |  |
| 16.            | "Feira Moderna"               | Fernando Brant / Beto Guedes                             | 3:02    |  |
| 17.            | "Tequilla / Lourinha Bombril" | Bahiano, Diego Blanco,Chuck Rio / Herbert Vianna         | 4:15    |  |
| 18.            | "Vamo Batê Lata"              | Herbert Vianna                                           | 3:48    |  |
| 19.            | "Life During Wartime"         | David Byrne, Chris Frantz, Jerry Harrison, Tina Weymouth | 4:19    |  |
| 20.            | "Nebulosa do Amor"            | Herbert Vianna                                           | 3:23    |  |
| 21.            | "Caleidoscópio"               | Herbert Vianna                                           | 4:16    |  |
| Duração total: | Duração total:                | Duração total:                                           | 1:11:13 |  |

| Críticas profissionais | Críticas profissionais |
| Avaliações da crítica  | Avaliações da crítica  |
| Fonte                  | Avaliação              |
| ---------------------- | ---------------------- |
| Allmusic               | link                   |

## Formação

### Os Paralamas do Sucesso
- Herbert Vianna: vocal, violão (guitarra semiacústica em "I Feel Good / Sossego")
- Bi Ribeiro: baixolão
- João Barone: bateria, percussão

### Músicos de apoio
- João Fera: piano, percussão
- Eduardo Lyra: percussão
- Monteiro Jr.: saxofone
- Demétrio Bezerra: trompete
- Bidu Cordeiro: trombone; campana em "O Trem da Juventude"
- Dado Villa-Lobos: violão, viola caipira (guitarra semiacústica com eBow em "Brasília 5:31")